# Det kinesiske kommunistpartis politbureaus stående komite
 Det kinesiske kommunistpartis politbureaus stående komite 中国共产党中央政治局常务委员会 (pinyin: Zhōngguó Gòngchǎndǎng Zhōngyāng Zhèngzhìjú Chángwù Wěiyuánhuì, forkortet 政治局常委 Zhèngzhìjú Chángwěi) er en komité hvis medlemmer varierer fra fem til ni personer og udgør Det kinesiske kommunistpartis topledelse. Komiteens indre liv er ikke videre kendt, men det antages at det for tiden (2007) sammentræder hver uge og fatter konsensusbeslutninger (ikke afstemninger). Formelt bestemmes medlemskabet i komiteen af Centralkomiteen for det kinesiske kommunistparti, men reelt synes det som om det mere er et resultat af forhandlinger indenfor kredsen af partiets topledere. 
For tiden (2007) er politbureauets centralkomite de facto det højeste beslutningstagende politiske organ i Folkerepublikken Kina. Men historisk har dets rolle gennemgået store forandringer. Under Kulturrevolutionen havde komiteen meget lidt at skulle have sagt. 

## Medlemmer i rangrækkefølge, pr. 2021
- Xi Jinping
- Li Keqiang
- Li Zhanshu
- Wang Yang
- Wang Huning
- Zhao Leji
- Han Zheng

## Medlemmer i rangrækkefølge (oktober 2007 til 2012)
1. Hu Jintao – Folkerepublikken Kinas præsident, Det kinesiske kommunistpartis generalsekretær, Den centrale militærkommisions formand.
2. Wu Bangguo,formand for Den Nationale Folkekongres' stående komite
3. Wen Jiabao, statsminister
4. Jia Qinglin, leder af Det kinesiske folks politisk rådgivende konference
5. Li Changchun, propagandachef
6. Xi Jinping, højestrangerende medlem af sekretariatet for Det kinesiske kommunistparti
7. Li Keqiang, vicestatsminister
8. He Guoqiang, leder af Centralkommissionen for disiplininspektion
9. Zhou Yongkang, leder af Ministeriet for offentlig sikkerhed